# Shil Chaim Leib Kelner
O Shil Chaim Leib Kelner foi um templo judaico localizado no bairro da Boa Vista, no Recife, Pernambuco. Funcionou entre os anos de 1940 e 1965. Seu nome homenageava seu fundador.